# Rendition Vérité
Vérité ist ein Markenname des ehemaligen Herstellers Rendition für eine Reihe von 3D-Grafikchips.

## Vérité V1000

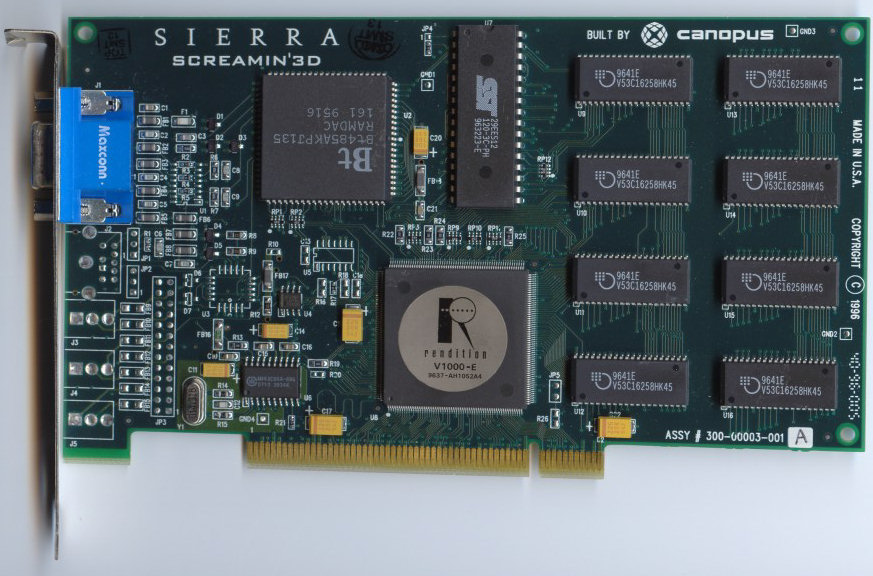
Grafikkarte Sierra Screamin’ 3D mit Vérité V1000.

Vérité V1000, der 1996 auf den Markt kam, war einer der ersten Grafikchips, der auf einem RISC-Prozessor basierte, um vom Hauptprozessor unabhängig arbeiten zu können. Damit setzte Rendition bereits damals auf ein Prinzip, das sich erst Jahre später mit den GPUs langsam im gesamten Markt durchsetzte, während die anderen zu diesem Zeitpunkt eine Fixed-Pipeline-Architektur verwendeten.
Vérité V1000 hatte eine Vielzahl an 3D-Features und war mit 4 MB EDO-RAM ausgestattet. Im Gegensatz zur 3dfx Voodoo Graphics war außerdem ein 2D- und Videobeschleuniger integriert, sodass keine weitere Grafikkarte benötigt wurde. Dies alles machte den V1000 zu einem der ersten 3D-Beschleuniger, der akzeptable Geschwindigkeit für den Massenmarkt bot. Im Gegensatz zur 3dfx Voodoo Graphics hatte sie allerdings keinen Z-Buffer, was sie in vielen Spielen wie Quake deutlich langsamer machte. Id Software, die Entwickler von Quake, sagten dazu in einer Pressemitteilung von Number Nine Visual Technology bezüglich einer geplanten V1000-Karte von Number Nine (die nie auf den Markt kam):

‚We at id have been fans of the Vérité architecture since we first saw the spec, several months back.‘ stated John Carmack, technical director of id Software, Inc., creators of the popular action game Doom. ‚Now that we have some experience with the chip, we're even more pleased with it; in fact, it's our clear favorite among 3D accelerators.‘ In discussing the development of their next generation software title QUAKE(tm), John goes on to say ‚... Vérité will be the premier platform for Quake.‘

## Vérité V2x00

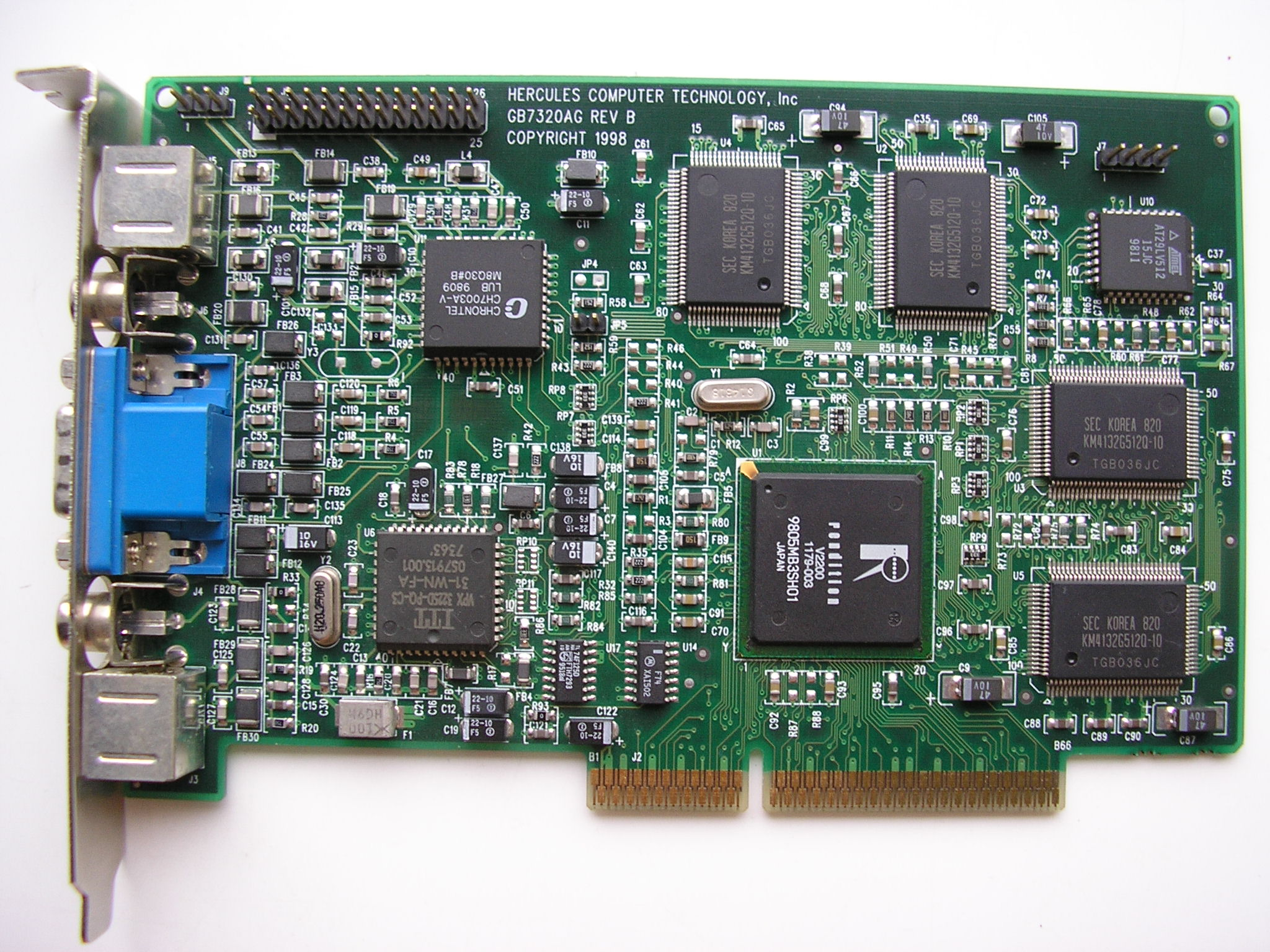
Hercules Thriller 3D mit Vérité V2200.

Die zweite Generation der Vérité-Architektur bestand aus Vérité V2100 und V2200. Beide Grafikchips waren überarbeitete Versionen von V1000, die vor allem eine deutlich höhere Füllrate bot. Der Unterschied zwischen den Versionen lag in der Taktung, sodass V2100 eine preisgünstige Version und V2200 preislich darüber angesiedelt war.